# Ivor Montagu
Ivor Goldsmid Samuel Montagu (23. dubna 1904 Londýn – 5. listopadu 1984 Watford) byl anglický filmař, známý také jako hráč a funkcionář stolního tenisu a komunistický aktivista.

## Mládí a studia
Narodil se v bohaté židovské rodině v Kensingtonu, jeho otec Louis Montagu byl úspěšný bankéř a také se angažoval v hnutí za integraci Židů do britské společnosti a proti sionismu, měl titul barona ze Swaythlingu. Ivor vystudoval přírodovědu na cambridgeské King's College, celý život se angažoval v boji za záchranu ohrožených druhů, zejména koně Převalského.

## Politická činnost
Jako student vstoupil do Fabiánské společnosti a později se stal členem Komunistické strany Velké Británie, byl reportérem deníku Daily Worker. V roce 1940 vydal knihu Traitor Class, v níž obvinil z válečné porážky Francie zradu jejích vládnoucích vrstev a vyzval k tomu, aby se komunisté podíleli na obraně Británie před nepřítelem, čímž se odchýlil od tehdejší oficiální stranické linie, vyžadující neutralitu. Byl členem Světové rady míru, v roce 1959 mu sovětská vláda udělila Leninovu cenu míru.

## Ve světě filmu
V roce 1925 založil spolu se Sidney Bernsteinem Londýnskou filmovou společnost podporující nekomerční filmovou tvorbu. Publikoval řadu filmových kritik a studií, v nichž projevoval své levicové názory a propagoval sovětskou filmovou avantgardu. Přátelil se se Sergejem Michajlovičem Ejzenštejnem, o jejich společné návštěvě USA napsal knihu With Eisenstein in Hollywood. Jako producent a střihač se podílel na filmech Alfreda Hitchocka Příšerný host, Třicet devět stupňů a Muž, který věděl příliš mnoho. Spolu s Geoffreym Barkasem natočili dokumentární film Wings Over Everest o přeletu Douglase Douglase-Hamiltona přes Himálaj, který obdržel v roce 1936 Oscara za nejlepší krátký film. Samostatně režíroval hranou adaptaci povídky Herberta George Wellse Blue Bottles, experimentální komedii The Storming of La Sarraz a dokument o španělské občanské válce Defence of Madrid, napsal scénáře k filmu o polárních výzkumech Scott of Antarctica a detektivce The Last Man to Hang?. Byl také zakladatelem odborové organizace britských filmových techniků.

## Sport
Byl aktivním sportovcem, úspěšně reprezentoval Anglii ve stolním tenise. Vydal také dvě učebnice pravidel této hry, v letech 1926 až 1931 a 1959 až 1966 byl předsedou Mezinárodní federace stolního tenisu. Stál také u zrodu mistrovství světa ve stolním tenise, cenu pro vítěze soutěže mužských družstev nazval na počest své matky Pohár Lady Swaythlingové. Byl také předsedou fanklubu Southampton FC.

## Obvinění ze špionáže
Historik Ben Macintyre obvinil Montagua, že v době druhé světové války byl agentem sovětské výzvědné služby s krycím jménem Inteligentsia. Přitom ve stejné době jeho starší bratr Ewen Montagu pracoval pro britskou Secret Intelligence Service (o svém podílu na Operaci Mincemeat napsal po válce knihu The Man Who Never Was, kterou úspěšně zfilmoval Ronald Neame).